# Osmaniye (provincie)
Osmanijská provincie je území v Turecku ležící ve Středomořském regionu. Rozkládá se na ploše 3 767 km2 a na konci roku 2009 zde žilo 471 804 obyvatel. Hlavním městem je Osmaniye, dalšími velkými městy pak Kadirli a Düziçi.

## Administrativní členění
Provincie Osmaniya se administrativně člení na 7 distriktů:
- Bahçe
- Düziçi
- Hasanbeyli
- Kadirli
- Osmaniye
- Sumbas
- Toprakkale